# Premis Ondas 2023
Els Premis Ondas 2023 van ser la setantena edició dels Premis Ondas. La llista de premiats va ser donada a conèixer el 18 d'octubre de 2023. Es van presentar 587 candidatures procedents de 17 països de tot el món. La cerimònia d'entrega va tenir lloc al Gran Teatre del Liceu de Barcelona el 22 de novembre de 2023. La gala va ser conduïda per Aimar Bretos i Nerea Pérez de las Heras, acompanyada de les actuacions musicals d’Arde Bogotá, Coque Malla i Blanca Paloma.

## Premis Ondas nacionals de ràdio
- Millor programa: El Faro, de Mara Torres (Cadena SER)
- Millor programa de ràdio de proximitat: El Búnquer (Catalunya Ràdio)
- Millor programació especial: Salud mental: España, en terapia (Cadena COPE)
- Millor idea radiofònica: Las edades de Millás, a A vivir que son dos días (Cadena SER)
- Trajectória o millor labor profesional: Radio Clásica (RNE)
- Millor podcast: Titania (Santander i Podium Podcast)
- Menció especial del jurat: Inshallah, un viaje a Palestina en Líbano - SER Podcast amb Agència de l'ONU per a refugiats palestins (UNRWA)

## Premis Ondas nacionals de publicitat en ràdio
- Millor campanya de ràdio: Lo de Jazztel no es normal (Contrapunto BBDO per Jazztel)
- Millor agència de ràdio: VCCP Spain

## Premis Ondas nacionals de televisió
- Millor programa d'entreteniment: Kings League, amb Ibai Llanos (Twitch)
- Millor programa d'actualitat o cobertura especial: Informe semanal: 50 anys (TVE)
- Millor presentador: Carlos del Amor (TVE)
- Millor presentadora: Silvia Intxaurrondo, per La Hora de La 1 (TVE)
- Millor sèrie de comèdia: Poquita fe de Movistar+
- Millor sèrie de drama: La ruta (Atresmedia)
- Millor intèrpret masculí en ficció: (Ex aequo) Juan Diego Botto, per No me gusta conducir (TNT) i Patrick Criado, per Las noches de Tefía (Atresmedia Televisión)
- Millor intèrpret femenina en ficció: Úrsula Corberó, per El cuerpo en llamas (Netflix)
- Millor documental o sèrie documental: Unzué. L'últim equip del Juancar (Televisió de Catalunya)
- Millor contingut de proximitat: Latexou (TVE Catalunya)

## Premis Ondas nacionals de música
- A la trajectòria: Coque Malla
- Fenomen musical de l'any: Arde Bogotá
- Millor espectacle, gira o festival: Jorge Drexler - Directe de Tinta y tiempo
- Menció Especial del jurat: Benidorm Fest 2023

## Premi Ondas especial de l'organització
- Luis Merino

## Premi Ondas internacional de ràdio
- Löparkriget, de Sveriges Radio (Suècia)

## Premi Ondas internacional de televisió
- Don´t come back de RAI (Itàlia)